# Йелица Кръстевска
Йелица Кръстевска (на македонска литературна норма: Јелица Крстевска) е съдийка от Северна Македония.

## Биография
Родена е на 17 май 1961 година в Крива паланка, тогава във Федерална Югославия. Завършва право в Юридическия факултет на Скопския университет на 22 март 1984 година. Работи като стажантка в Окръжния съд в Скопие от 7 юли 1986 година до 22 октомври 1987 година, когато полага правосъден изпит и започва работа като сътрудник в същия съд. На 1 юли 1996 година е избрана за съдийка в Основния съд Скопие II, а на 1 ноември 2007 година за съдийка в Административния съд.
На 15 юли 2011 година е избрана за съдийка във Върховния съд на Република Македония.
На 18 декември 2012 година е избрана за членка на Съдебния съвет на Република Македония. През януари 2014 година е назначена за членка на Управителния съвет на Академията за съдии и прокурори, а от 5 февруари 2014 до септември 2018 година е заместник-председател на Управителния съвет.
След изтичането на шестгодишния ѝ мандат на член на Съдебния съвет на 18 декември 2018 година, продължава да изпълнява функциите съдия във Върховния съд.